# Халаман, Пётр Назарович
Пётр Назарович Халаман (19 января 1907, Аннополь, Подольская губерния — дата и место смерти неизвестны) — звеньевой полеводческой бригады колхоза «23 годовщина Октября» Тайшетского района Иркутской области.

## Биография
Родился 19 января 1907 года в селе Аннополь (ныне — Тульчинского района Винницкой области Украины) в крестьянской семье. Украинец. В 1920 году окончил сельскую начальную школу. Работал в единоличном крестьянском хозяйстве, принадлежавшем отцу.
В январе 1930 года был арестован органами ОГПУ и направлен на три года ссылки в северные районы страны. Отбывал срок в городе Архангельске. В октябре того же года семья была раскулачена и выслана на спецпоселение в трудовой посёлок Паренда Тайшетского района Иркутской области. В марте 1931 года Пётр получил разрешение на переезд в Сибирь для воссоединения с семьёй.
По приезде в Паренду он был зачислен на работу в неуставную сельхозартель, где и проработал на разных работах до ноября 1937 года. Из сельхозартели его перевели на станцию Суховскую Иркутской области для работы на стройке № 422. В 1938 году Халаман назначается бригадиром плотников, а в следующем году переведён в десятники. По окончании строительства Пётр вновь возвращается к семье в посёлок Паренда, где его назначают бригадиром полеводческой бригады в промартель «Новая Заря». В ноябре 1941 года Пётр Назарович становится председателем промартели. В этой должности он проработал до апреля 1944 года.
В апреле 1944 года Пётр Халаман был переведён из промартели «Новая Заря» в колхоз «23 годовщина Октября», который находился в посёлке Сафроновский Тайшетского района. Здесь его назначили звеньевым полеводческой бригады. В 1948 году его звено получило урожай пшеницы на площади 13 гектаров 29,4 центнера с гектара и урожай ржи на площади 7,3 гектара 28,7 центнера с гектара.
Указом Президиума Верховного Совета СССР от 23 мая 1949 года «в соответствии с Указом Президиума Верховного Совета СССР от 24 апреля 1948 года, за получение высоких урожаев пшеницы и ржи при выполнении колхозами обязательных поставок и контрактов по всем видам сельскохозяйственной продукции, натуроплаты за работу в МТС в 1948 году и обеспеченности семенами всех культур в размере полной потребности для весеннего сева 1949 года» Халаману Петру Назаровичу присвоено звание Героя Социалистического Труда с вручением ордена Ленина и золотой медали «Серп и Молот».
Продолжал ударно трудиться в колхозе. В 1949 году его звено обеспечило получение урожая пшеницы по 29,5 центнера с гектара на площади 12,4 гектара и ржи по 29,8 центнера с гектара на площади 8 гектаров. В 1950 году награждён вторым орденом Ленина. Член КПСС с 1952 года.
В октябре 1950 года Халаман поступает учиться в Иркутскую среднюю сельскохозяйственную школу. Окончив её, возвращается в Тайшетский район. Работал в совхозе «Байроновский», руководил комсомольско-молодёжным отрядом.
В апреле 1970 года переехал на постоянное жительство в Емельяновский район Красноярского края.
Награждён двумя орденами Ленина, медалями.